# Meridijani
Meridijani — хорватське видавництво з міста Самобор, яке спеціалізується в галузі історії та географії. Член Групи спеціалізованих видавців шкільних підручників. Також видає науково-популярний журнал «Меридіани» (хорв. Meridijani).

## Історія
Видавництво заснував 1993 року географ і публіцист, академік ХАНМ Драгутин Фелетар під назвою Видавництво «Д-р Фелетар», яке 2001 року припинило самостійну діяльність. Продовжувачем його видавничої програми став «Hrvatski zemljopis» (хорватський землепис), а з 2002 року воно діє під назвою «Meridijani» (Меридіани).

## Діяльність
Окрім однойменного журналу, видає шкільні підручники з історії та географії європейського рівня, а також наукові журнали «Podravina» (Подравина), «Ekonomska i ekohistorija» (Економічна та екологічна історія) та «Donjomeđimurski zbornik» (Нижньомеджимурський збірник). Аналітики навчальної літератури особливо схвально відгукуються про графічне оформлення підручників цього видавництва та якість застосованих у них діаграм і графіків.
Книжкові видання «Меридіанів» виходять бібліотечними серіями: «Geographia Croatica», «Historia Croatica», «Хорватські письменники і митці» та «Спеціальні видання».
За свої видання видавництво здобувало цінні нагороди, зокрема «Географія моря» проф. Йосипа Риджановича була удостоєна звання «Книга року про водойми» за 2002 рік, книжку «Погода і клімат хорватської Адріатики» Хорватська академія наук і мистецтв та «Загребський ярмарок» оголосили видавничим почином року у сфері науки за 2003 рік, часопис «Meridijani» був лауреатом екологічної премії «Нобіліск» за 2004 рік, книжка Арсена Дедича «Дитячі очі» стала володарем премії «Маленький принц» за найкращу дитячу книжку для мовного простору Хорватії, Сербії, БіГ та Чорногорії за 2005 рік, того ж року 5-й Загребський ярмарок відзначив видавництво похвальним листом за успішний виступ на 28-му Міжнародному ярмарку книг і навчального приладдя «Interliber», а 2006 року його було нагороджено грамотою Загребської жупанії за особливі успіхи в царині суспільного життя, значущі для жупанії.
Головний і відповідальний редактор — Драгутин Фелетар, а директорка видавництва — Петра Сомек.